# Cápák éjszakája
A Cápák éjszakája (eredeti cím: Shark Night) 2011-ben bemutatott amerikai horrorfilm, amelyet Will Hayes és Jesse Studenberg forgatókönyvéből David R. Ellis rendezett. Ellis-nek ez volt legutolsó filmrendezése. A főbb szerepekben Sara Paxton, Katharine McPhee, Alyssa Diaz, Dustin Milligan és Joel David Moore látható. 
Az Amerikai Egyesült Államokban 2011. szeptember 2-án mutatták be a mozikban. Magyarországon kizárólag DVD-n jelent meg szinkronizálva. Általánosságban negatív visszajelzéseket kapott a kritikusoktól, azonban bevételi szempontból sikeresen teljesített; a 25 milliós gyártási költségvetésből világszerte összesen 41,4 millió dolláros bevételt hozott.

## Cselekmény
Hét egyetemi hallgató – Sara, Nick, Beth, Malik, Maya, Blake és Gordon elmennek nyaralni Sara családi pihenőházába egy magántóhoz. Ott Sara találkozik exbarátjával, Dennisszel és annak haverjával, Reddel.
Nick, Blake, Maya és Malik elmennek hajókázni, de Malikot vízisízés közben megtámadja egy cápa. Ki tud úszni a partra, de a jobb karját leharapta. Nick beugrik a vízbe, hogy megtalálja Malik karját, de észreveszi a tó fenekén a cápát, amely kis híján elkapja, amikor úszik ki a mólóra. Mivel nem sikerült Malik karját kihozni a vízből, a hallgatók próbálják elállítani a vérzést, majd a kórház felé indulnak. A cápa megtámadja a hajót is, és megöli a vízbe eső Mayát. A hajó kormánya és a gázpedál beragad, így mindannyian kénytelenek a vízbe ugrani, mielőtt a jármű belecsapódik a csónakházba. Nick és Sara partra teszik Malikot.
Nem sokkal később Dennis és Red megérkeznek, és megállapodnak abban, hogy segítenek Malikot kórházba juttatni, Beth és Gordon velük megy. A hajóúton kiderül Dennisről, hogy ő és Red tette a cápákat a tóba, hogy jól elszórakozzanak az egyetemistákon. Dennis a vízbe kényszeríti Gordont, hogy videót készítsen róla, miközben meghal, Gordon visszautasítja, majd Dennis meglövi őt, ettől a vízbe esik, majd egy bikacápa felfalja őt. Red és Dennis megfosztják ruhájától Beth-t, és megetetik a világítócápákkal. A félkarú Malik arra vállalkozik, hogy egy szigonnyal megöli azt a cápát, amelyik végzett a barátnőjével. A sebe egy pörölycápát vonz oda, amit megöl, de súlyosan megsebesül. Nick és Blake kihúzzák a cápát a partra, amikor Nick észrevesz egy kamerát a hasához csatolva. Blake úgy dönt, hogy jet-skivel elviszi a szárazföldre, mielőtt meghal Malik, de a nyomukban van a cápa, ekkor Malik feláldozza magát, majd nem sokkal később Blake-kel is végez egy nagy fehércápa.
Sabin seriff meglátogatja Sarát és Nicket, megkínálja őket levessel, amitől Nick és Sara kutyája (aki szintén evett a levesből) elájulnak. Sara meghallja Redet beszélni Sabin rádióján, és elmondja, hogy végeztek Beth-el. Sara egy nagy késsel próbálja meg leszúrni a seriffet, de váratlanul megjelenik a háta mögött Dennis, és megmenti, majd a hajóra vonszolja, míg Sabin Nicket fellógatja a tó fölé, ahol már várják a tigriscápák. Kiderül, hogy Sabin, Dennis és Red együtt találták ki azt, hogy videókat készítsenek arról, hogyan ölnek meg különböző cápafajok embereket, melyből meg akarnak gazdagodni. Megmutatja Nicknek az első videót, amint egy farkascápa végez egy fiatal lánnyal. Hamarosan Nick öngyújtóval elégeti a kötelet és kiszabadul, majd felgyújtja a kiöntött benzint, amitől lángolni kezd Sabin, aki a tóba ugrik, de végeznek vele a tigriscápák.
Nick, amikor odaúszott a hajóhoz, túszul ejti Redet, és arra kényszeríti Dennist, hogy húzza fel a ketrecet a vízből, ekkor Redbe dob egy kést, amitől meghal, és csak azért, hogy el tudja Nicket kapni, de Nick megüti és beleesik a vízbe, ám megpróbálja Sarát felhúzni, csakhogy Dennis megjelenik a háta mögött, majd lecsatolja a ketrecet a drótkötélről és a tó mélyére süllyednek. Nick utánuk ugrik és dulakodni kezdenek Dennisszel a tó fenekén, közben előttük megjelenik egy cápa, Nicknek sikerül egy pillanatra elmenekülni onnan, míg Dennisszel végez a cápa. Nick visszamegy, és végül sikerül végeznie a cápával egy szigonnyal, utána a felszínre viszi Sarát, és szájon át lélegezteti, majd magához tér. 
A film végén Nick, Sara és a kutyája, miután túlélték, egy nagy fehér cápa ugrik rájuk a vízből egyenesen a kamera felé a hajóra, jelezve azt hogy még vannak cápák a vízben.

## Szereplők
| Szerep            | Színész          | Magyar hang          |
| ----------------- | ---------------- | -------------------- |
| Sara Palski       | Sara Paxton      | Mahó Andrea          |
| Nick LaDuca       | Dustin Milligan  | Hamvas Dániel        |
| Dennis Crim       | Chris Carmack    | Bozsó Péter          |
| Beth Mazza        | Katharine McPhee | Bogdányi Titanilla   |
| Blake Hammond     | Chris Zylka      | Moser Károly         |
| Gordon Guthrie    | Joel David Moore | Csík Csaba Krisztián |
| Malik Henry       | Sinqua Walls     | Maday Gábor          |
| Maya Valdez       | Alyssa Diaz      | Berkes Boglárka      |
| Red               | Joshua Leonard   | Szokol Péter         |
| Greg Sabin seriff | Donal Logue      | Bognár Tamás         |

### Magyar változat
- Főcím: Korbuly Péter
- Magyar szöveg: Hagen Péter
- Hangmérnök és vágó: Papp Zoltán István
- Gyártásvezető: Molnár Magdolna
- Szinkronrendező: Gaál Erika
- Produkciós vezető: Legény Judit

A szinkront a Laborfilm Szinkronstúdió készítette el.

## Fordítás
- Ez a szócikk részben vagy egészben  a   Shark Night című angol Wikipédia-szócikk fordításán alapul.  Az eredeti cikk szerkesztőit annak laptörténete sorolja fel. Ez a jelzés csupán a megfogalmazás eredetét és a szerzői jogokat jelzi, nem szolgál a cikkben szereplő információk forrásmegjelöléseként.